# Renzo Bionda
Renzo Bionda (7 juli 1944) is een Zwitsers voormalig voetballer die speelde als verdediger.

## Carrière
Bionda maakte zijn profdebuut bij AC Bellinzona in tweede klasse, hij promoveerde in 1964 naar de eerste klasse maar degradeerde meteen terug. In 1967 promoveerde hij opnieuw maar nu speelde hij meerdere seizoenen in de hoogste klasse. In 1971 maakte hij de overstap naar FC Zürich waarmee hij twee landstitels en twee bekers won. Hij speelde later nog voor FC Chiasso. Hij was in 1977 nog op uitleen bij derdeklasser FC Preonzo.
Hij speelde een interland voor Zwitserland.

## Erelijst
- FC Zürich
  - Landskampioen: 1974, 1975
  - Zwitserse voetbalbeker: 1972, 1973